# Eliza Thomsen
Johanne Elisabeth "Eliza" Thomsen, født Beyer (14. juni 1807 i København – 23. september 1873 sammesteds) var en dansk teaterskuespillerinde. Hun var 1827-1835 kgl. skuespillerinde ved Det Kongelige Teater.
Eliza Thomsen var datter af sekondløjtnant i Søetaten Johan Grove Beyer (1785 – tidligst 1808) og Severine Christine Hjordt (ca. 1785-1862, gift anden gang med litterat J.K. Blok Tøxen).
Hun blev gift 31. oktober 1829 i København med redaktør og senere postmester Ove Thomsen. Datteren Amanda Flora Mathilde var også skuespillerinde og ægtede Edvard Fallesen.